# Documentar fictiv
Un documentar fictiv sau pseudo-documentar este o producție de film sau video care ia forma sau stilul unui film documentar, dar nu prezintă evenimente reale. Mai degrabă se folosesc elemente fictive pentru a spune povestea. Pseudo-documentarul, spre deosebire de mockumentar, nu este întotdeauna destinat satirei sau umorului. Poate folosi tehnici ale documentarelor, dar cu platouri, actori sau situații fabricate și poate utiliza efecte digitale pentru a modifica scena filmată sau chiar pentru a crea o scenă complet sintetică.
Exemple de filme în care apar scurte documentare fictive: Mad Max 2, Citizen Kane, Mr. Arkadin.

## Vezi și
- Școala din Budapesta (Documentarism)